# Forbundsrådet (Østrig)
 For alternative betydninger, se Forbundsrådet. (Se også artikler, som begynder med Forbundsrådet)
Forbundsrådet (tysk: Der Bundesrat) er parlamentets andetkammer i Østrig, som er beliggende i hovedstaden Wien. Det er forbundslandenes føderative forsamling. Formanden for Forbundsrådet kaldes forbundsrådspræsidenten. Parlamentets førstekammer hedder Nationalrådet.

## Historie
Forbundsrådet blev oprettet i 1920. Rådet var en efterfølger for det østrigske herrehus, der eksisterede fra 1861 til 1918.
Forbundsrådet blev valgt af landdagene i delstaterne. I 1929 blev rådet afløst af et forbunds- og stænderråd (Länder- und Ständerat). Efter 1945 blev forbundsrådet genoprettet i sin gamle form.

## Opgaver
I praksis har Forbundsrådet kun lille indflydelse, da det kun har en opsættende vetoret overfor Nationalrådet. Sidstnævnte kan underkende Forbundsrådets veto med et simpelt flertal.
Forbundsrådet har dog absolut veto i følgende situationer:
- Forfatningslove eller -bestemmelser, som indskrænker forbundslandenes kompetencer
- Lovbestemmelser, der vedrører Forbundsrådets egne rettigheder
- Statstraktater, som påvirker anliggender vedrørende forbundslandenes selvstændige råderum

Flere love er udelukkende et anliggende for Nationalrådet, og Forbundsrådet kan ikke fremsætte veto overfor disse, f.eks. finanslovgivning.

## Sammensætning
Antallet af pladser fordeles pr. forbundsland efter indbyggertal af Forbundspræsidenten efter hver folketælling. Forbundslandene skal have mindst 3 pladser og kan maksimalt få 12 pladser i Forbundsrådet. Forbundsrådets medlemmer udpeges af det enkelte forbundslands Landdag og afspejler den politiske sammensætning her. Medlemmerne af Forbundsrådet er ikke bundet af mandatet fra Landdagen, dvs. at de kan stemme efter personlig overbevisning (modsat Forbundsrådet i Tyskland). Medlemmerne af Forbundsrådet er valgt for den enkelte Landdags valgperiode. Titlen som forbundsrådspræsident går på skift hvert halve år mellem forbundslandenes største partifraktion.

### Aktuel sammensætning

#### Sammensætning efter partier
| Partier | I alt | SPÖ | ÖVP | FPÖ | Andre |
| Pladser | 62    | 21  | 22  | 15  | 3     |

#### Sammensætning efter forbundslande
|                  | I alt | SPÖ | ÖVP | FPÖ | Andre |
| Burgenland       | 3     | 2   | 1   | -   | -     |
| Kärnten          | 4     | 3   | -   | 1   | -     |
| Niederösterreich | 12    | 3   | 7   | 2   | -     |
| Oberösterreich   | 10    | 2   | 4   | 3   | 1     |
| Salzburg         | 4     | 1   | 2   | 1   | -     |
| Steiermark       | 9     | 3   | 3   | 3   | -     |
| Tyrol            | 5     | 1   | 3   | 1   | -     |
| Vorarlberg       | 3     | -   | 2   | -   | 1     |
| Wien             | 11    | 6   | -   | 4   | 1     |
| I alt            | 61    | 21  | 22  | 15  | 3     |